# Neijiang
Neijiang is een stadsprefectuur in de provincie Sichuan van China. Neijiang heeft 548 414 inwoners (2006) en is daarmee de 3e stad van Sichuan. Neijiang telt ongeveer 4,2 miljoen inwoners.